# Bartova kometa
Bartova kometa (v anglickém originále Bart's Comet) je 14. díl 6. řady (celkem 117.) amerického animovaného seriálu Simpsonovi. Scénář napsal John Swartzwelder a díl režíroval Bob Anderson. V USA měl premiéru dne 5. února 1995 na stanici Fox Broadcasting Company a v Česku byl poprvé vysílán 25. února 1997 na stanici ČT1.

## Děj
Poté, co Bart sabotuje meteorologický balón ředitele Skinnera, Skinner ho potrestá tím, že ho donutí přijít na školní dvůr v půl páté ráno a dělat mu amatérského asistenta při astronomii. Bart náhodou objeví kometu, o které vědci brzy zjistí, že míří přímo na Springfield. Profesor Frink plánuje na kometu vypustit raketu, jež ji odpálí ještě předtím, než se dotkne země. Místo toho však střela kometu podletí a zničí jediný most z města. 
Homer se rozhodne, že by jeho rodina měla zůstat v protiatomovém krytu Neda Flanderse; Ned v předtuše tohoto scénáře postavil kryt dostatečně velký pro několik lidí. Brzy přijíždějí další obyvatelé města a tlačí se v krytu, dokud Homer není schopen zavřít dveře. Protože si všichni ostatní myslí, že si zaslouží žít, je Ned ze svého vlastního krytu vyhoštěn. 
Nakonec se Homer cítí provinile a úkryt opustí, následován ostatními obyvateli města. Všichni se shromáždí na kopci, kde čekají na pravděpodobnou smrt způsobenou kometou. Když kometa vstoupí do zemské atmosféry, shoří v silné vrstvě znečištění nad Springfieldem. Jakmile dopadne na zem, zůstane z ní jen meteorit o velikosti hlavy čivavy. Zničen je pouze úkryt a meteorologický balón, zbytek města zůstává nedotčen.

## Produkce
Scénář epizody napsal John Swartzwelder a režíroval ji Bob Anderson. Po zhlédnutí čísla časopisu Time, které na obálce představovalo hrozbu dopadu komety na Zemi, se scenáristé rozhodli natočit díl založený na konceptu dopadu komety na Springfield. Během několika dní rozpracovali zápletku epizody a Swartzwelder se poté pustil do psaní detailů scénáře. Podle showrunnera Davida Mirkina patří mezi příklady „Swartzwelderova humoru“ v epizodě například to, že si piloti americké stíhačky spletou školníka Willieho s iráckým letadlem a střih na dědu a Jaspera před obchodem se smíšeným zbožím ze čtyřicátých let. Pro scénu v protiatomovém krytu byla masa obyvatel města postavena na více vrstvách, aby se dala snadněji animovat. V epizodě se také objevily scény, které se odehrávaly ve městě.
Seznam homosexuálů Kenta Brockmana tvoří produkční štáb seriálu, který musel podepsat právní dohody, že nebude žalovat svůj vlastní seriál. V důsledku toho se podle tvůrce seriálu Matta Groeninga mnoho členů štábu objevuje na seznamech homosexuálů na internetu. V epizodě se poprvé objevuje Databáze, postava, kterou Groening nemá rád, pokud je použita pro něco víc než jednu repliku.
Mirkin považuje díl za jeden ze svých nejoblíbenějších a nazývá jej „dokonalou simpsonovskou epizodou“ díky velikosti zápletky, emocím a observačnímu humoru.

## Kulturní odkazy
Gaučový gag je odkazem na animaci studia Fleischer. Souhvězdí Tří mudrců obsahuje kresbu postav z filmu Tři moulové. Ředitel Skinner odkazuje na Kohoutkovu kometu. Springfielďané, kteří si trhají límce poté, co raketa zničí jediný most z města, jsou odkazem na výkon Charlese Nelsona Reillyho ve filmu Duch i pani Muir. Valda z knihy Kde je Valda? se objevuje blízko levého horního rohu záběru během prvního skupinového záběru v protiatomovém krytu, čímž napodobuje styl knihy.
Scény v protiatomovém krytu vycházely z epizod The Twilight Zone The Shelter a The Monsters Are Due on Maple Street. V epizodě se objevují odkazy na Návrat do budoucnosti, mimo jiné když profesor Frink omylem zapálí model svého města, stejně jako docent Brown. Superpřátelé jsou pojmenováni podle stejnojmenného kresleného seriálu ze 70. let. Když se kometa blíží ke Springfieldu, obyvatelé města zpívají píseň „Que Sera Sera“, kterou původně nahrála Doris Dayová pro film Alfreda Hitchcocka Muž, který věděl příliš mnoho z roku 1956.

## Přijetí

### Kritika
Warren Martyn a Adrian Wood, autoři knihy I Can't Believe It's a Bigger and Better Updated Unofficial Simpsons Guide, díl označili za „vynikající epizodu“ a ocenili „skvělý moment, kdy věčně zbožná Maude Flandersová šťastně obětuje svého Neddyho“.
Mikey Cahill z deníku Herald Sun vybral tabuli z této epizody „Kurzíva není sprosté slovo.“ jako jeden z jeho nejoblíbenějších úvodních gagů v historii seriálu.
Colin Jacobson z DVD Movie Guide v recenzi DVD 6. řady uvedl, že „nesdílí stejnou míru nadšení“ jako Mirkin, a uzavřel: „Myslím, že (díl) poskytuje konzistentně silnou show. Trochu natahuje realitu, ale to není problém – nebo pro seriál neobvyklé – a program končí jako pozitivní.“.
Ryan Keefer z DVD Verdict udělil epizodě známku B−.
Televizní kritici Matt Zoller Seitz a Alan Sepinwall uvedli díl jako příklad toho, jak Simpsonovi „vždy mysleli na kulturu a živočišný druh, i když šaškovali“, a poukázali na moment ke konci epizody, kdy kamera pomalu přejíždí po tvářích Springfielďanů v protiatomovém krytu, zatímco Ned Flanders zpívá „Que Sera Sera“. Označují jej za „okamžik existenciální hrůzy, který ustupuje půvabné rezignaci“.
Ve vydání časopisu Nature z 26. července 2007 zařadila redakce vědeckého časopisu Bartovu kometu mezi 10 nejlepších vědeckých momentů v Simpsonových.

### Sledovanost
V původním vysílání se díl umístil na společném 33. místě (s Akty X a Hangin' with Mr. Cooper) ve sledovanosti v týdnu od 3. ledna do 5. února 1995 s ratingem 11,3 podle agentury Nielsen. Byl to čtvrtý nejlépe hodnocený pořad na stanici Fox v tomto týdnu.